# Olympische Sommerspiele 2008/Wasserspringen – Turmspringen Synchron (Frauen)
Das Synchronspringen vom 10-m-Turm der Frauen bei den Olympischen Spielen 2008 in Peking wurde am 12. August 2008 im Nationalen Schwimmzentrum ausgetragen. 16 Athletinnen (acht Paare) nahmen daran teil. Der Wettbewerb wurde in einem Durchgang mit jeweils 5 Sprüngen durchgeführt.

## Titelträger
| Olympiasiegerinnen | China Lao Lishi/Li Ting                  | 352,14 Punkte | Athen 2004     |
| Weltmeisterinnen   | China Jia Tong/Chen Ruolin               | 361,32 Punkte | Melbourne 2007 |
| Europameisterinnen | Deutschland Annett Gamm/Nora Subschinski | 336,63 Punkte | Eindhoven 2008 |

## Finale
12. August 2016, 14:30 Uhr (UTC+8)
| Rang | Team                             | Nation             | Sprünge | Sprünge | Sprünge | Sprünge | Sprünge | Punkte |
| Rang | Team                             | Nation             | 1.      | 2.      | 3.      | 4.      | 5.      | Punkte |
| ---- | -------------------------------- | ------------------ | ------- | ------- | ------- | ------- | ------- | ------ |
| 1    | Wang Xin/Chen Ruolin             | China              | 55,80   | 55,20   | 79,20   | 82,56   | 90,78   | 363,54 |
| 2    | Briony Cole/Melissa Wu           | Australien         | 51,00   | 53,40   | 72,00   | 71,04   | 87,72   | 335,16 |
| 3    | Paola Espinosa/Tatiana Ortiz     | Mexiko             | 46,80   | 48,60   | 77,76   | 73,26   | 83,64   | 330,06 |
| 4    | Annett Gamm/Nora Subschinski     | Deutschland        | 50,40   | 49,80   | 69,12   | 60,39   | 80,58   | 310,29 |
| 5    | Mary Dunnichay/Haley Ishimatsu   | Vereinigte Staaten | 51,00   | 51,00   | 60,30   | 66,24   | 80,58   | 309,12 |
| 6    | Choe Kum-hui/Kim Un-hyang        | Nordkorea          | 53,40   | 51,60   | 61,20   | 63,36   | 78,54   | 308,10 |
| 7    | Meaghan Benfeito/Roseline Filion | Kanada             | 51,00   | 51,60   | 67,50   | 62,37   | 73,44   | 305,91 |
| 8    | Tonia Couch/Stacie Powell        | Großbritannien     | 51,00   | 48,60   | 66,60   | 63,84   | 73,44   | 303,48 |